# Hemoglobin
Hemoglobin (ook uitgebracht als Bleeders) is een Amerikaans-Canadese horrorfilm uit 1997 van regisseur Peter Svatek. Het verhaal is gebaseerd op het kortverhaal The Lurking Fear van H.P. Lovecraft.

## Verhaal
John en zijn vrouw Kathleen keren na vele jaren terug naar Johns geboorte-eiland. Hij zoekt een geneesmiddel voor een eigenaardige bloedziekte die zijn leven bedreigt. Daarvoor bezoekt hij Dr. Marlowe, de enige dokter op het eiland. Uit onderzoek blijkt dat John een afstammeling is van de beruchte familie Van Daam: 300 jaar geleden nam de narcistische Eva van Daam haar bloedeigen tweelingbroer tot minnaar. Om de woede van het volk te ontlopen, vluchtten ze vanuit Holland naar het eilandje. John besluit om het huis van zijn voorouders te bezoeken en ontdekt dat er nog gedegenereerde afstammelingen van zijn familie onder het eiland wonen.

## Rolbezetting
| Acteur           | Personage        |
| ---------------- | ---------------- |
| Rutger Hauer     | dokter Marlowe   |
| Roy Dupuis       | John Strauss     |
| Kristin Lehman   | Kathleen Strauss |
| Jackie Burroughs | Lexie            |
| John Dunn-Hill   | Hank Gordon      |
| Joanna Noyes     | Byrde Gordon     |
| Janine Theriault | Alice Gordon     |
| Felicia Shulman  | Yolanda          |
| Michelle Brunet  | Ramona           |
| Gillian Ferrabee | Eva Van Daam     |